# Каризии
Каризиите (gens Carisia) са фамилия от Древен Рим.
Известни от фамилията:
- Тит Каризий, triumvir monetalis при Юлий Цезар през 45 пр.н.е.
- Публий Каризий, легат и пропретор в Лузитания по времето на Август. 25 пр.н.е. се бие с астурите в Испания.[1]
- Марк Каризий Sex. f. Alpinus, военен трибун, eques по времето на Август.[2]

## Literatura
- Hans Georg Gundel: Carisius. In: Der Kleine Pauly (KlP). Band 1, Stuttgart 1964, Sp. 1055.